# Gouffier

Wappen Artus Gouffiers († 1519)

Die Familie Gouffier aus dem Poitou gehört zum französischen Hochadel. Vielleicht aus der Zeit der Kreuzzüge (12. Jahrhundert) stammend (Hubert Gaiffer, Seneschall von Poitou 1127, und sein Sohn Thibault Gaiffer Kreuzritter 1146), ist sie genauer seit dem Beginn des 14. Jahrhunderts bekannt, spielte aber zunächst nur lokal oder regional eine Rolle, bevor der kometenhafte Aufstieg zur Macht in der zweiten Hälfte des 15. und des frühen 16. Jahrhunderts begann.
Die Familie kommt aus der Gegend zwischen Poitiers, Châtellerault, Thouars und dem Norden der Départements  Deux-Sèvres und Vienne mit den Lehen Oiron, Glénouze, Vendeuvre-du-Poitou (Burg Bonnivet, Roussay), Colombiers (La Tour-Savary), Dissay (Le Deffend/Les Deffends) etc.
Am 3. April 1519 erhob König Franz I. den Besitz seines ehemaligen Erziehers (Gouverneurs) zum Herzogtum und zur Pairie. Die Erhebung wurde beim Parlement nicht registriert (der Geehrte starb einen Monat später) und war daher nicht erblich. 1566 wurde das Herzogtum für seinen Sohn Claude wiederhergestellt. 1667 gab der kinderlose 5. Duc de Roannais das Herzogtum an seinen Schwager ab und wurde Mönch.

## Personen
Die wichtigsten Familienangehörigen waren:
1. Guillaume Gouffier und seine acht Kinder:
- Madeleine Gouffier (um 1461–nach 1533), Gouvernante der Kinder des Königs Franz I.
- Artus Gouffier (1474–1519), 1. Herzog von Roannais, französischer Staatsmann
- Adrien Gouffier (um 1479 – 1525), Kardinal und Erzbischof von Albi
- Pierre Gouffier († 1516), Abt von Saint-Denis
- Guillaume Gouffier (1488–1525), Günstling von Franz I. und Admiral von Frankreich
- Aymar Gouffier († 1528), Abt von Cluny und Saint-Denis, Bischof von Albi
- Charlotte Gouffier, Gouvernante der Kinder des Königs Franz I.
- Anne Gouffier, Gouvernante des Herzogs von Angoulême und dessen Schwestern

2. Die Herzöge von Roannais:
- Claude Gouffier (um 1501–1570), Sohn von Artus Gouffier, 2. Herzog Roannais, Großstallmeister von Frankreich
- Gilbert Gouffier (1553–1582), dessen Sohn, 3. Herzog von Roannais
- Louis Gouffier (1575–1642), dessen Sohn, 4. Herzog von Roannais, Pair von Frankreich
- Artus Gouffier (1627–1696), dessen Enkel, 5. Herzog von Roannais, Gouverneur des Poitou unter Mazarin und Freund von Blaise Pascal

3. Sonstige
- François Gouffier de Bonnivet († 1556), französischer General
- François Gouffier de Bonnivet (1518–1594), französischer General
- Marie-Gabriel-Florent-Auguste de Choiseul-Gouffier (1752–1817), französischer Diplomat und Althistoriker

## Stammliste
- Hubert Gaiffer, 1127 Seneschall von Poitou
- Thibault Gaiffer, 1146 Kreuzritter, dessen Sohn
- Geoffroi Gouffier; ⚭ Blanche de Sargines
- Pierre Gouffier, dessen Sohn; ⚭ (Ehevertrag 1316) Simone de Mireaulieu, Tochter von Robert de Mireaulieu und Sabine du Thail
- Jean Gouffier, 1376 bezeugt, Seigneur de Mireaulieu, wohl dessen Nachkomme

### Erste Generationen
1. NN Gouffier
  1. Aymonet Gouffier († um 1347), 1332 bezeugt, kauft Bellefaye und Le Hallier von Pierre Gouffier und dessen Ehefrau Simone de Mireaulieu; ⚭ Mahaut de Trénelon
  2. NN Gouffier
    1. Jean (I.) Gouffier, bl. 1350/90, Seigneur de Bonnivet, de Lavau-Gouffier, de Bellefaye et de La Bataille,[1] Testamentsvollstrecker seines Onkels Aymonet, testiert 22. Juli 1383; ⚭ Jeanne de Chardonchamps, Schwester von Jean de Chardonchamps
      1. Jean (II.), genannt le Jeune († vor 1414), 1365 volljährig, Chevalier, Seigneur de Bonnivet; ⚭ (1) Jeanne d’Aloigny († vor 1384), Tochter von Pierre d’Aloigny; ⚭ (2) Jeanne Fretard, Dame de Pussé, Tochter von Huet Frétard und Agnès Boivin
        1. (1) Guillaume, Chevalier, 1436 bezeugt
        2. (1) Hardy († ledig), 1416 bezeugt
        3. (1) Aymeri († vor 1436), 1416 bezeugt, Seigneur de Roussay; ⚭ Marguerite Motier de La Fayette
          1. Guillaume (* um 1435; † 23. Mai 1495 in Amboise), 1444 bezeugt, Chevalier, Seigneur de Boisy[2] et d’Oiron, Baron de Roannais, de Maulévrier, kauft 1490 Bonnivet, 1451 Seneschall der Saintonge, 1454 Premier Chambellan du Roi, nach dem Tod des Königs (1461) in Ungnade, 1465 rehabilitiert, 1467 wieder im Amt, Gouverneur des Languedoc, Gouverneur von Touraine; ⚭ (1) 8. April 1450 Louise d’Amboise, Tochter von Pierre d’Amboise, Seigneur de Chaumont, und Anne de Bueil, Schwester des Kardinals Georges d’Amboise (Haus Amboise); ⚭ (2) 15. Juni 1472 Philippe de Montmorency († 15. November 1516[3] in Chinon), Dame de Vitry-en-Brie, Tochter von Jean II. de Montmorency, Premier Baron et Grand Chambellan de France, und Marguerite d’Orgemont (Stammliste der Montmorency), Witwe von Charles de Melun, Großmeister von Frankreich
            1. (1) Françoise († 24. Juni 1466 (neuer Stil) in Boisy)
            2. (1) Pierre (* um 1461; X 13./14. September 1515 in der Schlacht bei Marignano[4]), Seigneur de Boisy
            3. (1) Madeleine (* um 1461; † nach 1533), Gouvernante der königlichen Kinder Frankreichs; ⚭ (Ehevertrag 16. Mai 1481 Oiron) René Le Roy, Seigneur de Chavigny et de Baussonière, Conseiller et Chambellan du Roi, Sohn von Guillaume Le Roy, Seigneur de Chavigny et du Chillou, und Françoise de Fontenays
            4. (1) Jean und Catherine (* vor 1466; † vor 1495)
            5. (1) Louise († vor 12. Mai 1487), geistlich in Saint-Louis de Poissy
            6. (2) Artus, genannt de Boisy (* 1475; † 13. Mai 1519 in Montpellier), Baron de Passavant, Maulévrier, Roanne, La Mothe-Saint-Romain, Bourg-sur Charente et Saint-Loup, Seigneur de Boisy, Oiron, Villedieu, Valence et Cazamajor, Comte de Caravaggio (Lombardei) (frz. Caravas), 1515–1519 Comte d’Étampes, 3. April 1519 Duc de Roannais (nicht erblich, da beim Parlement nicht eingetragen), 1515 Großmeister von Frankreich, 1516 Gouverneur der Dauphiné; ⚭ (Ehevertrag 10. Februar 1499) Hélène de Hangest († 26. Januar 1537), Dame de Magny, Tochter von Jacques de Hangest, Seigneur de Genlis, de Magny, de la Taulle et de Méricourt, Conseiller et Chambellan du Roi, und Jeanne Marie de Moy – Nachkommen siehe unten
            7. (2) Louis († 1503), Kanoniker an der Sainte-Chapelle, Abt von Saint-Maixent, Apostolischer Protonotar, Conseiller au Parlement
            8. (2) Adrien (* um 1479; † 24. Juli 1523[5] in Villedieu-sur-Indre), genannt Cardinal de Boisy, Dekan von Thouars, Abt von Bourgueil, Bourgdieu, Cormery, Saint-Florent de Saumur, Déols, Fécamp und Saint-Nicolas d’Angers, 1509/10–1519 Bischof von Coutances, 1515 Kardinal, 1519 Bischof von Albi, 14. Februar 1515 Kardinal, 1516 Großalmosenier von Frankreich
              1. (unehelich) Marguerite, bâtarde de Boisy, legitimiert im Februar 1543

            9. (2) Pierre († 8. Januar 1516), geistlich in Cluny, Prior von Longchamps und Saint-Julien-le-Pauvre, Abt von Saint-Denis und Saint-Pierre-sur-Dives, dann von Saint-Maixent
            10. (2) Guillaume (* 1488; † 24. Februar 1525 in der Schlacht bei Pavia), Seigneur de Bonnivet, de Crèvecœur, de Thais (alias Thois) et de Querdes, 1517 Admiral von Frankreich, genannt l’Amiral de Bonnivet, 1519 Botschafter in England, Oktober 1519 Gouverneur der Dauphiné, Gouverneur von Guyenne; ⚭ (1) (Ehevertrag 14. Juni 1506) Bonaventure du Puy-du-Fou, Tochter von Geofroi du Puy-du-Fou, Seigneur d’Amaillou, und Marguerite de Saint-Gelais; ⚭ (2) 8. Juni 1517 Louise de Crèvecœur, Dame de Crèvecœur, de Thais etc. (* um 1504; † nach 1553), Tochter von François, Seigneur de Crèvecœur, und Jeanne de Rubempré, sie heiratete in zweiter Ehe Antoine de Hallewijn, Seigneur de Piennes – Nachkommen siehe unten
            11. (2) Aymar († 9. Oktober 1528), Abt von Cluny, Saint-Jouin de Marnes und Lagny, 30. Mai 1517 Abt von Saint-Denis, Bischof von Coutances, 1. August 1523 zum Bischof von Albi gewählt
            12. (2) Catherine († vor 1506), geistlich in Sainte-Claire de Moulins
            13. (2) Charlotte, Gouvernante des Enfants de France; ⚭ (Ehevertrag 2. Februar 1503) René de Cossé, genannt le gros Brissac, Chevalier, Seigneur de Brissac (* 1460; † 21. April 1540 in Brissac), Premier Pannetier, Grand Fauconnier, 1505 Bailli de Caux, Gouverneur von Anjou und Capitaine des Schlosses Angers, Gouverneur des Enfants de France, Sohn von Thibault, Seigneur de Cossé, und Felice de Charno – die Eltern der Marschälle Charles I. de Cossé und Artus de Cossé
            14. (2) Anne, 1529 Gouvernante des Herzogs von Angoulême und dessen Schwestern Madeleine und Marguerite; ⚭ 1. Mai 1507 Raoul Vernon, Seigneur de Montreuil-Bonnin et du Châtelier († 30. September 1516), Grand Fauconnier de France, Sohn von Jacques Vernon, Seigneur de Montreuil-Bonnin et de Crassay, und Peronelle de Liniers

        4. (2) Jean (III.) († vor 20. November 1450), 1418/45 bezeugt, Seigneur de Bonnivet, de Glénouze etc., Chambellan des Königs Karl VII.; ⚭ (1) Jeanne Chauderon; ⚭ (2) vor 17. August 1439 Mathurine de Linieres, 1467 bezeugt, Dame des Bouquins et de Linieres en Gascogne, Tochter von Amaury de Linieres, Chevalier, Seigneur de La Mailleroye, und Marie de Chausseroye, Dame d’Ervault, Witwe von Jean de Rossignac, Seigneur de Jarzay
          1. (1) Jeanne, 1453/57 bezeugt; ⚭ Louis Pouvreau, 1453 bezeugt
          2. (1) Marie; ⚭ Archambaud Pouvreau, Seigneur de Gournay, 1453 bezeugt
          3. (2) Jacques († 1495 ledig), Seigneur de Bonnivet, de Glénouze etc. bis 1490, 1453 Mundschenk des Königs
          4. (2) Louise, 1450 bezeugt; ⚭ Jean Frétard, Seigneur de La Bufalière, Sohn von Jean Frétard, Seigneur de Turgay, und Marie de La Bossaye
          5. (2) Jeanne und Madeleine
          6. (2) Mathurine; ⚭ Jean Briant, Seigneur d’Orval, 1500 bezeugt

        5. Marie, Dame de Pussé, 1406 Witwe; ⚭ 3. Juni 1401 Hue de Rabaste, Seigneur de La Rasiliére
        6. Jeanne; ⚭ 3. Juli 1408 Jean Prevôt[6], Seigneur de Verdigny

      2. Jacques, 1365 volljährig, 1370 bezeugt
      3. Marguerite, 29. April 1379 Witwe; ⚭ Thibaut de Mavau
      4. Guyon, 1365 volljährig, Seigneur de Lavau-Gouffier, de Le BretonnIère, de Jarzay, de Bloire, des Roches, de Bataille etc., testiert 23. Februar 1388; ⚭ Jeanne de Néez, † als Witwe
        1. Louis († vor 1433), 1390 minderjährig, Seigneur de Lavau-Gouffier
        2. Jean, Seigneur de La Bretonnière
          1. François (* 1402; † vor 1471), Seigneur de La Bretonnière; ⚭ 1435 Jeanne Lore (* um 1403), Tochter von Macé Lore, Seigneur de La Ragotière, und Agnès Sauvage
            1. François (* vor 1439; † vor 1495), Seigneu de La Bretonnière; ⚭ vor 1473 Perrine Lore (* vor 1452), Tochter von Pierre Lore, Seigneur de La Ragotiére, und Jacquette Cheminée
              1. Charles
              2. Françoise (* 1486); ⚭ vor 1519 Maurice Lore de La Ragotière, Seigneur de La Ragotière, Champfougeroux et Cuzelet (* um 1480; † um 1524), Sohn von Jean Lore, Seigneur de La Ragotière, und Gillette Amenad du Pallet
              3. René; ⚭ Charlotte de La Fontaine

## Die Herzöge von Roannais
1. Artus, genannt de Boisy (* 1475; † 13. Mai 1519 in Montpellier), Baron de Passavant, Maulévrier, Roanne, La Mothe-Saint-Romain, Bourg-sur Charente et Saint-Loup, Seigneur de Boisy, Oion, Villedieu, Valence et Cazamajor, Comte de Caravaggio (Lombardei) (frz. Caravas), 1515–1519 Comte d’Étampes, 3. April 1519 Duc de Roannais (nicht erblich, da beim Parlement nicht eingetragen), 1515 Großmeister von Frankreich, 1516 Gouverneur der Dauphiné; ⚭ (Ehevertrag 10. Februar 1499) Hélène de Hangest († 26. Januar 1537), Dame de Magny, Tochter von Jacques de Hangest, Seigneur de Genlis, de Magny, de la Taulle et de Méricourt, Conseiller et Chambellan du Roi, und Jeanne Marie de Moy – Vorfahren siehe oben
  1. Claude (* um 1501; † 1570, nach 3. Juni in Villers-Cotterêts), 1566 Duc de Roannais, Mai 1564 Marquis de Boisy, Mai 1542 Comte de Maulévrier, Comte de Caravas, Seigneur d’Oiron etc., Grand Écuyer de France, Premier Gentilhomme de la Chambre du Roi; ⚭ (1) (Ehevertrag 13. Januar 1526) Jacqueline (alias Catherine) de La Trémoille (* um 1510; † 4. Oktober 1544 in Chinon), Dame de Château-Renard, Jonvelle, Dracy, Saint-Loup et Conflans, Tochter von Georges de La Trémoille, Seigneur de Jonvelle, und Madeleine, Dame d’Azay; ⚭ (2) (Ehevertrag 13. Dezember 1545[7]) Françoise de Brosse, genannt de Bretagne (* um 1515; † 26. November 1558 in Oiron im Kindbett), Tochter von René de Brosse, genannt de Bretagne, Comte de Penthièvre, Vicomte de Bridiers, Baron de L’Aigle, und Jeanne de Compeys dite de Grussy, Dame de Palluau, de Bourg-Charente, de Pouzauges et de Saint-Leu (Haus Brosse); ⚭ (3) 25. Juni 1559 Marie de Gaignon (* um 1530; † 15. März 1565), Tochter von Jean de Gaignon, Seigneur de Saint-Bohaire, und Marguerite Châtaignier; ⚭ (4) (Ehevertrag 16. Januar 1567[8]) Claude de Beaune, Dame de Châteaubrun et de La Carte († 1571 ?), Tochter von Guillaume de Beaune, Seigneur de Semblançay, und Bonne Cottereau, Witwe von Louis Bugenis, Premier Medecin du Roi; ⚭ (5) 1569 Antoinette de Maillé de La Tour-Landry, Dame de Saint-Mars et de La Jaille (* um 1532), testiert 20. März 1585, Tochter von Jean de Maillé, Baron de La Tour-Landry, Comte de Châteauroux, und Jeanne Chabot, Witwe von (1) René le Porc de La Porte, Baron de Vezins en Anjou, und (2) Claude de La Trémoille, Baron de Noirmoutier
    1. (1) Claude (* um 1526; † nach 4. Februar 1565); ⚭ (Ehevertrag 15. Februar 1549) Léonor Chabot (* um 1526; † 12. Juli 1597 in Saint-Jean-de-Losne), Comte de Charny et de Buzançais, Seigneur de Pagny, Grand Écuyer de France, Lieutenant-général du Gouvernement de Bourgogne, Sohn von Philippe Chabot, Comte de Charny et de Buzançais, und Françoise de Longwy, Dame de Pagny et de Mirebeau
    2. (2) Gilbert (* 6. Januar 1553; † 16. Oktober 1582), Duc de Roannais (1570), Marquis de Boisy, Comte de Maulévrier, Seigneur d’Oiron; ⚭ (Ehevertrag 30. März 1572) Jeanne de Cossé (* um 1552; † nach 1592), Dame de Gonnor, Tochter von Artus de Cossé, Comte de Secondigny, Seigneur de Gonnor, Marschall von Frankreich, und Françoise du Bouchet, sie heiratete in zweiter Ehe Antoine de Silly, Comte de La Rochepot, Baron de Montmirail, Sohn von Louis de Silly, Seigneur de La Roche-Guyon, und Anne de Laval, Dame d’Acquigny et de La Rochepot
      1. Louis (* 25. November 1575 (alias 1578); † 16. Dezember 1642 Oiron), 1582 Duc de Roannais, 1612 Pair de France (1620 erneut, beim Parlement eingereicht, aber nicht registriert), Marquis de Boisy, Comte de Maulévrier, de Secondigny et de Beaufort-en-Vallée, Baron de Mirebeau, de Gonnor, de Moncontour, de Cursay, de Doué, de la Chaslée, de la Fregerie, et d’Oiron; ⚭ (Ehevertrag 6. Juli 1600) Claude Eleonore de Lorraine-Elbeuf (* 1582; † 1. Juli 1654 Oiron), Dame de Beaumesnil, Tochter von Charles I. de Lorraine, Duc d’Elbeuf, Pair de France, Grand Veneur de France, und Marguerite Chabot, Dame de Pagny (Haus Guise)
        1. Marie Marguerite; ⚭ (1) 17. Juli 1641[9] André de Châtillon, Marquis d’Argenton, Baron de Bouville, La Rambaudière et Farcheville (* 24. März 1650; † 27. November 1666), Sohn von Gilles de Châtillon, Marquis d’Argenton, und Marie de Vivonne; ⚭ (2) 1. Juli 1675 Claude des Barres, Chevalier, Comte des Barres, Baron de Marat, Seigneur de Saint-Martin, Dommarien et Bréchainville
        2. Henri (* 1605[10]; X 24. August 1639 bei San Iberquerque), Marquis de Boisy, Comte de Maulévrier, Seigneur d’Oiron; ⚭ (Ehevertrag 4. Februar 1625[11]) Anne Marie Hennequin (* um 1605; † 2. April 1676), Dame du Peray, Tochter von Nicolas Hennequin, Seigneur de Chavigny, Président au Grand Conseil, und Renée Hennequin
          1. Artus (* 1627; † 4. Oktober 1696), 1642 Duc de Roannais, Pair de France, Marquis de Boisy, Gouverneur und Lieutenant-général de Poitou, dann geistlich, verkauft Boisy und Roannais an François d’Aubusson, Comte de La Feuillade, dann Duc de Rouannais-La Feuillade, Pair und Marschall von Frankreich, seinen Schwager
          2. Marguerite Henriette († vor 17. März 1703), Äbtissin von La Trinité de Caen, 1673 Äbtissin von Réaulieu, dann von Origny, resignierte und zog sich die Abtei Port-Royal de Paris zurück
          3. Charlotte (* 15. April 1633; † 14. Februar 1683[12]), Duchesse de Roannais; ⚭ 9. April 1667 François d’Aubusson (* 21. April 1631 Courpalay; † 19. September 1691 Paris), Comte de La Feuillade, 1667 Duc de Roannais, Duc de La Feuillade, Vicomte, d’Aubusson, Maquis de Boisy, Pair und Marschall von Frankreich, Gouverneur der Dauphiné, Sohn von François II. d’Aubusson, Comte de La Feuillade, Baron de Péruse, und Isabelle Brachet de Magnac
          4. Marie Marguerite († 27. August 1687), geistlich in Malnoue, dann bei den Filles-Dieu in Paris

        3. Louis, geistlich
        4. Artus († jung)
        5. Charles († 1671), Comte de Gonnor et de Maulévrier; ⚭ 27. August 1645 Madeleine (alias Gabrielle) d’Abzac de La Douze, Tochter von Gabriel d’Abzac, Marquis de La Douze, und Esther de Larmandie
          1. Louis Charles Leonor (* 1647; † 1701), Chevalier, Comte de Gonnor et de Maulévrier, Comte de Roannais; ⚭ 28. Juni 1678 Elisabeth de Gassion, Demoiselle de Casenave († kurz vor 15. März 1715), Tochter von Jean de Gassion, Seigneur de Casenave, und Elisabeth Pellé
            1. (unehelich) mindestens eine Tochter

          2. Louis (* 1648; † 22. April 1734), genannt Chevalier de Roannais, Comte de Roannais, Lieutenant-général des Galères; ⚭ NN
            1. Louise († 10. Oktober 1753 Trémolat); ⚭ 11. September 1715 Joseph Brugière de La Barrière (* 1695; † 1763 Tremolat), Sohn von Jean-Baptiste Brugière und Honorée d’Alesme

    3. (2) Artus (* 11. November 1555), Comte de Caravas et de Passavant, 1567 bezeugt; ⚭ Catherine de Mars, Tochter von Mathurin de Mars, Seigneur de Sainte-Agathe bei Dinan, und Peronelle de Cambout, Witwe von François de Daillon, Seigneur de Château-Bouchet (Haus Daillon)
    4. (2) Claude (* 1556; † 1618), Baron de Palluau, Comte de Passavant et de Saint-Loup, dann Comte de Caravas; ⚭ 31. Januar 1602 Marie Miron (~ 2. Februar 1577 in Nantes), Tochter von François Miron, Général des Finances en Bretagne, und Marie Renée de Chefdebien
      1. Charles (* um 1604; † 12. Januar 1622 ledig), Comte de Caravas
      2. Louis († 27. Oktober 1650), geistlich, Apostolischer Protonotar, resigniert, Comte de Caravas, Passavant et Saint-Cyr; ⚭ (1) Mai 1631 Madeleine de Gaucourt, genannt la belle Comtesse, Tochter von Charles IV. de Gaucourt, Seigneur de Villedieu et de Boisse, und Charlotte de Rochefort, Dame de Villedieu; ⚭ (2) 4. Juni 1635 Eléonore Angélique de Brouillart (* 1610; † März 1684), Tochter von Jean Brouillart, Baron de Coursan, und Charlotte Damas, sie heiratete in zweiter Ehe Antoine de Mailly
        1. (1) Louis Armand, Comte de Caravas, Marquis de Passavant; ⚭ 1656 Alexiana Elisabeth Ripperda, Tochter von Willem Ripperda († 1669), Bevollmächtigter der Republik der Sieben Vereinigten Provinzen für die Provinz Overijssel bei den Verhandlungen zum Westfälischen Frieden, und Aleijd van den Boekhorst
          1. Charlotte Marie (* 1658; † 5. Juni 1731 im Palais du Luxembourg), Dame de Doué; ⚭ Louis Gouffier, Marquis de Bonnivet
          2. Pierre Marc Antoine (* 6. Januar 1674 Saumur; † 2. Mai 1740 auf Schloss Passavant), Comte de Caravas et de Passavant; ⚭ 17. Dezember 1696 Louise Françoise de Lestang de Ry (* um 1672; † 14. November 1735[13] in Passavant), Tochter von Jacob de Lestang de Ry und Louise de Saint-Eslan
            1. Armande Louise (* 29. Juli 1698 Varrains; † 13. Dezember 1774 Thais); ⚭ (Ehevertrag 13. Juni und 4. September 1726) François Louis Gouffier, Chevalier, Marquis de Thais, Vicomte d’Ossoy, Seigneur d’Antiqueul, Loueuse et Morvilliers, Baron de Doué et Catheux, Sohn von Jean Timoléon, Marquis de Thais, und Henriette Mauricette de Penancoët de Kerhoualles
            2. Marie Victoire, geistlich in Fontevrault, Priorin von la Fougereuse

          3. Artus Armand Louis (X 29. Juli 1693 in der Schlacht bei Neerwinden), Comte de Caravas

        2. (1) 2 Kinder
        3. (2) Jules (genannt André) (* 1636; † 26. August 1681 Chizé), Comte de Passavant, Marquis de Saint-Cyr, Comte de Caravas; ⚭ (1) 10. Juli 1664 Charlotte Eléonore de Rumigny (* 1647; † 1. Oktober 1670 Saint-Cyr-les-Colons), Tochter von Paul Léonard, Chevalier, Baron de Joux, und Jeanne Bolacre; ⚭ (2) um 1673 Louise Acarie du Bourdet, Tochter von Louis Acarie, Chevalier, Seigneur du Bourdet, und Philippa du Chemin, Witwe von François d’Alloue, Chevalier, Seigneur des Adjots et de La Thibaudière
          1. 4 Töchter

        4. (2) Anne (* 1638); ⚭ Balthasar de Buffilet, Comte de Meximieu
        5. (2) Jacqueline Charlotte

      3. Françoise (* 14. März 1603; † Januar 1618)

    5. (3) François (* 1560), Malteserordensritter, Seigneur de Bourg-Charente
    6. (3) Charles (* 1561), Comte de Caravas
    7. (3) Louis (* 1562), Baron de Saint-Loup
    8. (3) Paul (* 1563; † jung), Seigneur de Pouzauges
    9. (3) Léon (* 1564), Abt von Genestou
    10. (3) Claude (* 1565; † jung)

  2. Hélène (alias Anne) (* um 1502; † 29. Oktober 1533 in Marseille), genannt de Boisy; ⚭ (1) (Ehevertrag 10. August 1517) Louis de Vendôme († vor 11. Mai 1527), Prince de Chabanais, Vidame de Chartres, Baron de Pouzauges, Sohn von Jacques de Vendôme, Prince de Chabanais, Vidame de Chartres, Seigneur de Maisons-sur-Seine, und Louise Malet, Dame de Graville (Haus Montoire);⚭ (2) (Ehevertrag 10. und 16. September 1527) François de Clermont (X 1555), Seigneur de Traves, de Gallerande et de Saint-Chéron, Sohn von René de Clermont, Chevalier, Maître d’Hôtel du Roi, Vizeadmiral von Frankreich, und Jeanne de Toulongeon (aus der Familie Clermont d’Amboise bzw. Clermont-Gallerande)
  3. Anne, 1517 bezeugt, geistlich in Fontevraud

## Die Marquis de Bonnivet
1. Guillaume (* 1488; † 24. Februar 1525 in der Schlacht bei Pavia), Seigneur de Bonnivet, de Crèvecœur, de Thais et de Querdes, 1517 Admiral von Frankreich, genannt l’Amiral de Bonnivet, 1519 Botschafter in England, Oktober 1519 Gouverneur der Dauphiné, Gouverneur von Guyenne; ⚭ (1) (Ehevertrag 14. Juni 1506) Bonaventure du Puy-du-Fou, Tochter von Geofroi du Puy-du-Fou, Seigneur d’Amaillou, und Marguerite de Saint-Gelais; ⚭ (2) 8. Juni 1517 Louise de Crèvecœur, Dame de Crèvecœur, de Thais etc. (* um 1504; † nach 1553), Tochter von François, Seigneur de Crèvecœur, und Jeanne de Rubempré, sie heiratete in zweiter Ehe Antoine de Hallewijn, Seigneur de Piennes – Vorfahren siehe oben
  1. (1) Louis (X 1527 auf dem Feldzug nach Neapel, ledig), Seigneur de Bonnivet
  2. (2) François († November oder Dezember 1556 in Saint-Germain-en-Laye an den Verwundungen aus der Belagerung von Volpiano, ledig), Seigneur de Bonnivet, Colonel-général de l’infantérie française im Piemont
  3. (2) François (* 1518; † 24. April 1594 Villers-Hélon) genannt le jeune, Seigneur de Crèvecœur, de Thais etc., Marquis de Bonnivet et des Deffends, 31. Dezember 1578 Ritter im Orden vom Heiligen Geist, Lieutenant-général au Gouvernement de Picardie; ⚭ 10. Februar 1544 Anne Carnazet (* 1522; † 1595), Tochter von Antoine Carnazet, Seigneur de Brazeux, und Marguerite de Brillac
    1. Henri (* 21. Juli 1546; † 26. Juli 1546)
    2. Henri (* 31. Juli 1547; † ermordet Ende 1589 in der Kirche von Breteuil bei einem Volksaufstand), Seigneur de Crèvecœur et de Bonnivet, Marquis des Deffends; ⚭ 10. August 1576 Johanna von Bocholtz (Jeanne de Bocholt), Dame de Thiennes, de Calonne etc., Tochter von Gottfried von Bocholtz, Baron de Grewembars[14], und Anna von Wittenhorst (Bocholtz (Adelsgeschlecht))
      1. François Alexandre (* 1577; † 1596 im Duell), Seigneur de Crèvecœur et de Bonnivet
      2. Jacqueline Emmanuelle (* 1579; † 17. Januar 1615); ⚭ 20. Juli 1599 Charles de Créquy, Baron de Bernieulles et de Cléry, Seigneur de Villers-Bocage et de Maurepas († 20. Mai 1637), Sohn von Claude II. de Créquy und Claude de Rouvroy de Saint-Simon
      3. Anne Antoinette (* 3. Mai 1580; † 7. Juli 1620), Dame de Thiennes; ⚭ 13. Dezember 1609 Ernst von Lynden, Freiherr und 1623 Graf von Reckheim († 1636), Sohn von Hermann von Lynden, Freiherr von Reckheim, und Marie de Halmale
      4. Henri Marc Alphonse Vincent (* 4. Juni 1586[15] in Venedig; † bei einem Brand in der Nacht vom 22. auf den 23. März 1645 auf Schloss Bernieulles), Seigneur de Crèvecœur, Bonnivet, Casabel, verkauft Schloss Bonnivet an Aimé de Rochechouart, Seigneur de Tonnay-Charente; ⚭ (Ehevertrag 23. April 1615) 30. Juni 1615 Anne de Monchy († wie ihr Mann), Tochter von Jean IV. de Monchy, Seigneur de Moncavrel, und Marguerite de Bourbon-Rubempré
        1. Marguerite (* 1618); ⚭ (1) 1636/37 Aloph de Wignacourt, Seigneur d’Estouy et de Lits, Sohn von Joachim de Wignacourt und Marie de Villiers de L’Isle-Adam; ⚭ (2) NN, Premier Veneur du Duc de Lorraine
        2. Henri Marie (* 1619; † 1640 ledig), Marquis de Crèvecœur
        3. Charles François († Juni 1651), Marquis de Crèvecœur et Engoutsen; ⚭ (Ehevertrag 12. Juli 1643) Anne madeleine Rouvroy de Saint-Simon († 17. September 1671), Dame de Vaux, seine Kusine, Tochter von Isaac de Saint-Simon, Seigneur de Vaux, und Marie d’Amerval
        4. Nicolas Alexandre (* um 1620; † 17. März 1705), genannt Comte de Gouffier, Marquis de Crèvecœur, Baron d’Engoudessen; ⚭ (Ehevertrag 18. März 1646) Elisabeth du Faur de La Roderie, Tochter von François du Faur, Seigneur de La Roderie et de La Curée, Capitaine au Régiment des Gardes, und Anne de Gyvès
          1. Charles Louis (* 18. April 1654 in Paris; † Oktober 1705 in Ungarn), genannt Marquis de Bonnivet; ⚭ (Ehevertrag 25. September 1676) Elisabeth Claude de Brouilly († 1. Juli 1678), Witwe von Jérôme, Comte de Gonnelieu
            1. Augustin (* Oktober 1677; † September 1717 auf See, bestattet 14. September 1717 in Talmont), genannt le Marquis de Gouffier, Marquis de Bonnivet; ⚭ April 1715 (Wiederholung der Eheschließung vom 1. September 1706 nach einem Formfehler) Elisabeth Godin († 31. Januar 1727), Tochter von Pierre Godin und Elisabeth Le Maître, Witwe von Pierre Collet, Seigneur de Longchamp
              1. Marie Anne (* 20. März 1708; † nach 1718), geistlich, Priorin von Sainte-Catherine
              2. Madeleine Anne (* 13. Juli 1709 Le Havre; † nach 1745 ledig), Demoiselle de Saint-Cyr
              3. Sohn (* 27. Dezember 1712[16]; † August 1734 auf Martinique an Malaria), 1734 Leutnant einer Kompanie Marineinfanterie auf Martinique
              4. Sohn (* 25. Juli 1714; † 1719)

            2. Louis, Marquis de Bonnivet; ⚭ Charlotte Marie Gouffier, Dame de Doué (* 1658; † 5. Juni 1731 im Palais du Luxembourg)
              1. Louis († nach 1719), Marquis de Bonnivet

          2. Louis (~ 9. März 1667 Saint-Germain-en-Laye; † jung ?)
          3. Marguerite Antoinette, Nonne in Sainte-Austreberthe de Montreuil
          4. Marie Anne und Catherine Angélique

        5. Jean († jung)
        6. Madeleine, Äbtissin von Sainte-Austreberthe de Montreuil

    3. Claude (* 23. Juli 1548; † nach 1592); ⚭ 10. August 1562[17] Anthonis van Halewijn (Antoine d’Halluin), Seigneur d‘Esclebecq, Wailly etc., Sohn von Lodewijk van Halewijn und Marie de Harmes
    4. Odet (* 10. August 1549; † 24. September 1549)
    5. Annibal (* 28. August 1550; † 19. Oktober 1550)
    6. Asdrubal (* 19. Juni 1551; † 25. Juni 1551)
    7. Anne (* 11. Februar 1552; † 12. Oktober 1552)
    8. Charlotte (* 3. November 1553; † 29. Januar 1554)
    9. Timoléon (* 31. März 1558; † 1614 Amiens), Seigneur de Thais, de Brazeux et de Montaubert, Vizeadmiral der Picardie; ⚭ 26. Januar 1578 Anne de Lannoy, Dame de Morvilliers, Tochter von Louis de Lannoy, Seigneur de Morvilliers, Folleville et Paillart, und Anne de La Viefville, Dame du Frestoy
      1. François († vor 1618), Seigneur de Thais et de Morvilliers; ⚭ 20. Dezember 1605 Jeanne d’Haussé (Aussé), Tochter von Antoine d’Haussé, Seigneur de Dominois, und Françoise du Biez
        1. Timoleon (II.), Chevalier, Seigneur de Thais et Morvilliers; ⚭ (Ehevertrag 12. April 1628) Catherine de Roncherolles, Tochter von Pierre V. de Roncherolles, Baron du Pont-Saint-Pierre, und Maie Nicolaï
          1. Antoine, Marquis de Thais, Gouverneur de Blois et du Blésois, Sologne et Dunois; ⚭ (Ehevertrag 10. März 1647) Louise d’Estampes (* 1628; † nach 1655), Tochter von Jean d’Estampes, Seigneur de Valençay, Baron de Bellebrune, und Charlotte (alias Catherine) d’Elbène (Haus Estampes)
            1. Jean Timoléon (* 1649/55; † 2. März 1729), Chevalier, Marquis de Thais, 1676 Gouverneur und Lieutenant-général von Blois, Blésois, Sologne und Dunois; ⚭ (Ehevertrag 11. März 1685) Henriette Mauricette de Penencouët-de-Kéroual (* um 1657 Guilers; † 12. November 1728 in Paris), Tochter von Guillaume de Penencouët, Comte de Kéroual, und Marie Anne de Ploëuc-Trémeur, sowie Schwester der Herzogin von Portsmouth und Witwe von Philip Herbert, Earl of Pembroke
              1. Marie Anne (* August 1685; † 14. Februar 1755 in Paris); ⚭ 5. Februar 1720[18] Louis (II.) de Bourbon-Busset, 1677 Comte de Busset (* 30. September 1672 in Busset; † 14. April 1724 ebenda), Sohn von Louis (I.) de Bourbon-Busset, Comte de Busset, und Madeleine de Bermondet-Oradour
              2. François Louis (* um 1687; † 29. Mai 1753[19] in Thois), Chevalier, Marquis de Thais, Vicomte d’Ossoy, Seigneur d’Antiqueul, Loueuse et de Morvilliers, Baron de Catheux et de Doué; ⚭ (Ehevertrag 13. Juni und 14. September 1726) Armande Louise Gouffier (* 29. Juli 1698 in Varrains; † 13. Dezember 1774 in Thais), Tochter von Pierre Marc Antoine Gouffier, Comte de Caravas, und Louise Françoise de L’Estang de Ry
                1. Artus Louis Timoléon (* 23. Juni 1727[20] in Passavant; † 13. Mai 1747 in Paris), Comte de Gouffier; ⚭ (Ehevertrag 6. April 1746) Madeleine Bernardine Marguerite Kadot-Sebbeville (* 1727), Tochter von Charles Louis Frédéric Cadot, Comte de Sebbeville, und Elisabeth Marguerite Thérèse Chevalier, die einzige Tochter von Philibert Antoine Chevalier, Secrétaire du Roi, Fermier-général
                2. Louise Henriette Antoinette (* 7. August 1728[21]; † 1731)
                3. Marie Françoise Louise (* 24. September 1729; † nach 1747); ⚭ 5. September 1747 Henri Jerôme Gouffier, Sohn von Joseph Alexandre Gouffier, Seigneur de Brazeux, und Marie Marguerite de Briest d’Aillées
                4. Charlotte Sidonie Rose (* 13. April 1733), Äbtissin von Bouxières; ⚭ 11. Mai 1762 Jean de Rarécourt de La Vallée, 1788 Marquis de Pimodan (* 31. August 1730 Toul; † 22. Juli 1803 Échenay)
                5. Elisabeth Marguerite Alexandrine (* 17. März 1735); ⚭ 8. Juli 1766 Auguste Louis Joseph de Calonne, Marquis de Coutebourne
                6. Armande Louise Angélique (* 31. Mai 1736; † jung)
                7. Louis Guillaume Angélique (* 2. Juli 1738 Thais; † nach 1745), Malteserordensritter, 1745 Commandeur in Croix-en-Brie; ⚭ 14. April 1759 Marie Françoise de La Cropte de Saint-Abre (* 28. Mai 1750 La Chapelle-Bâton; † 4. März 1788 ebenda), Sohn von Henri Anne, Marquis de Saint-Abre, Comte de Rochefort, Baron d’Aixe, Seigneur de Brye, und Gabrielle de Durfort – Nachkommen (mindestens ein Sohn)

              3. Georges Guillaume (* 10. Februar 1688; † 15. Februar 1762), Lieutenant de Vaisseau bis 1730, Grand-Croix de Malte und Grand-Bailli von Morea
              4. Louis Timoléon (* 25. Juli 1689; † 1. August 1728), Malteserordensritter, genannt le Chevalier de Thais
              5. Aymar (* 1690; † 14. März 1710 Bouillancourt), genannt le Vicomte d’Aussois
              6. Charles Timoléon (* 1692, † 1739) genannt l’Abbé de Gouffier, 1729 Kanoniker an Notre-Dame de Paris, 1. April 1739 Abt von Saint-Euverte in Orléans
              7. Jean Timoléon (* 1693; † 1696), genannt Chevalier d’Auzais
              8. Angélique (* 1694; † jung)
              9. Anne Marie (* 1695; † nach 1745), Benediktinerin in der Abtei Estivals, November 1731 Priorin von Boullay in der Touraine, 1745 Nonne im Couvent de la Fougereuse im Poitou
              10. (unehelich) Timoléon (* 22. Mai 1696 in Paris; † nach Juli 1716), genannt Martagny, 1716 Augustin déchaussée in Paris

            2. Marie Renée (* um 1654/55; † 7. Juli 1670 im Couvent des Cordeliers von Amboise)
            3. Alexandre (X bei Quintzen)

        2. Antoine, Seigneur de Morvilliers, de Loueuses en Beauvaisis; ⚭ 1641 Magdelène des Mares, Tochter von Antoine des Mares, Seigneur de Bellefosse, und Marie de Canonville
          1. Claude François, Seigneur de Morvilliers; ⚭ Louise Charlotte Elisabeth de Créquy, Tochter von Louis de Créquy, Seigneur d’Affeu et Friencourt, und Antoinette Colliers
          2. François Louis, 1677 bezeugt; ⚭ 23. Februar 1718 Marie Anne de Saint-Blimond
          3. Catherine Françoise ?; ⚭ Jacques de Campuley († 1709)

        3. Anne; ⚭ 1628 Adrien de Limoges, Seigneur de Renneville et de Saint-Saëns, Conseiller und Maître d’Hôtel ordinaire des Königs Ludwig XIII., Bailli de Caux
        4. Claude; ⚭ 1638 Claude Frétot, Seigneur de Beaufort et de Guyencourt

      2. Guillaume François, genannt Père Bernardin de Crèvecœur, Abt von Valloires, dann Kapuziner
      3. Charles Antoine († 1654), Seigneur et Marquis de Brazeux et d’Heilly; ⚭ 1621 Françoise de Pisseleu, Dame d’Heilly (* um 1601; † nach 1653), Tochter von Léonor de Pisseleu, Seigneur d’Heilly, und Marie de Gondi
        1. Honoré Louis, Marquis de’Heilly et de Brazeux; ⚭ 1647 Germaine Martineau, Tochter von Jacques Martineau und Madeleine Payen
          1. Charles Antoine (II.) (* 1672/73; † 23. Mai 1706 an Verwundungen aus der Schlacht bei Ramillies), Marquis d’Heilly; ⚭ 25. Januar 1694[22] Catherine Angélique d’Albert de Luynes (* 9. November 1668; † 12. September 1746), Tochter von Louis Charles d’Albert, Duc de Luynes, und Anne de Rohan-Montbazon (Haus Albert)
            1. Marie Charlotte (* um 1696; † 8. November 1772 Paris); ⚭ (1) 21. Juli 1721 Charles Colbert de Saint-Mars (* 14. Oktober 1703 Sainte-Soulle; † 2. März 1722 Paris), genannt le Comte de Colbert, Seigneur de La Grimaudière, Cheusse, la Suze, Sainte-Soulle et Saint-Mars, Sohn von François Colbert, Seigneur de Saint-Mars, und Charlotte Reine de Lée; ⚭ (2) 6. September 1730 César Alexandre Gouffier (* 1696; † 19. Februar 1754), Marquis d’Espagny, Witwer von Marguerite Henriette Gouffier
            2. Charles Antoine (III.) (* 27. September 1698), Marquis d’Heilly et de Ribemont, Brigadier des Armées du Roi, Maréchal de camp; ⚭ 13. Januar 1736 Marie Catherine Phélypeaux d’Outreville, Dame de Flainville, Erbtochter von François Phélypeaux, Seigneur d’Outreville, Maître de requêtes, und Marie Catherine Voisin de Saint-Paul
              1. Adélaide Marie Louise (* 1752 Paris; † 6. Mai 1816); ⚭ 23. September 1771 Marie Gabriel Florent Auguste de Choiseuld’Aillecourt, Comte de Choiseul-Beaupré et de Choiseul-Gouffier, Seigneur de Flainville (* 29. September 1750 oder 27. September 1752 in Paris; † 20. oder 22. Juni 1718 Aachen), 1784 Botschafter

            3. Marie Thérèse Catherine (* um 1702; † nach 1737); ⚭ (Ehevertrag 13. September 1722)[23] Louis François Crozat, Marquis du Châtel, Seigneur de Moy (* 1. September 1691 Paris; † 31. Januar 1750 ebenda), Sohn von Antoine Crozat, Marquis du Châtel et de Mouy, Grand Trésorier des Ordres du Roi, und Marguerite de Gendre
            4. Jean Alexandre († jung)
            5. François († jung)

          2. Jean Alexandre († August 1704 an Verwundungen aus der Schlacht bei Höchstädt), Seigneur de Brazeux, Oberst eines Dragonerregiments; ⚭ Marie Marguerite de Briest d’Aillies (* 1671; † 15. August 1743 Bouillancourt), Tochter von Charles de Briest, Seigneur d’Aillées, und Marie le Blond
            1. César Alexandre (* 1696; † 19. Februar 1754), Comte de Gouffier, Marquis d’Espagny; ⚭ (1) 1721 Marguerite Henriette Gouffier, Dame d’Espagny († vor 5. September 1730), Tochter von Maximilien Gouffier und Renée de la Roche; ⚭ (2) 6. September 1730 Marie Charlotte Gouffier (* um 1696; † 8. November 1772 Paris), Witwe von Charles Colbert, genannt le Comte de Colbert
            2. Joseph René, genannt l’Abbé de Gouffier, 1739 bezeugt
            3. Henri Jérôme, Vicomte de Gouffier; ⚭ 5. September 1747 Françoise Louise Marie Gouffier (* 24. September 1729; † nach 1747), Tochter von François Louis, Marquis de Thais, und Armande Louise Gouffier de Caravas
            4. Marie Angélique; ⚭ 21. Oktober 1715 Florimond de Cambray, Seigneur de La Neuville et de Villiers en Picardie

          3. Catherine, Magdelène und Françoise, geistlich in Variville
          4. Gabrielle Angélique; ⚭ César de Blottefière, Marquis de Vauchelles, Lieutenant du Roi en Picardie
            1. Angélique und Germaine, geistlich in Variville

        2. Marie (* 1622); ⚭ (1) Leonardo Conte Fabroni; ⚭ (2) Carlo/Charles Dudley (* 1614 Florenz; † 26. Oktober 1686 ebenda), genannt Duke of Northumberland, Sohn von Robert Dudley, genannt Earl of Warwick, und Elizabeth Southwell
        3. Catherine Angelique; ⚭ Léonor de Lamet, Seigneur de Courteville
        4. Françoise Isabelle, geistlich in Variville

      4. Anne; ⚭ Jean de Biville, Seigneur de Boisy
      5. Madeleine, geistlich in Saint-Paul bei Beauvais
      6. Catherine († 1651); ⚭ René Gouffier, Seigneur d’Espagny et Courteville (* 1586; † 1670)

    10. Charles (* 9. Juli 1559; † 1606 Rue), Prior von Inglevert, 1606 Abt von Valloires
    11. Françoise (* 20. Oktober 1560; † 14. Februar 1621); ⚭ (1) Jacques d’Orsonvilliers, Baron de Courcy († vor 1582); ⚭ (2) 13. Januar 1582 Adrian, Seigneur de Boufflers, Cagni, Milly, Haucourt, Urocourt, Buicourt, Ponches et Brailly († 28. Oktober 1622) (Haus Boufflers)
    12. Charles Maximilien (* 1. Januar 1561; † 1588), Seigneur d’Espagny; ⚭ 1582 Marguerite de Hodicq, Dame de Courteville, Tochter von Claude de Hodicq, Seigneur de Courteville, und Françoise de Halewijn
      1. François († ledig)
      2. René (* um 1586; † 1670), Seigneur d’Espagny, de Courteville; ⚭ Françoise Gouffier, Tochter von Timoléon Gouffier, Seigneur de Thais, und Anne de Lannoy
        1. Charles Henri (X 1641 bei der Belagerung von Bapaume), Marquis d’Espagny
        2. René († auf der Rückkehr von seiner Gefangenschaft in Saint-Omer)
        3. François († in der Wiege)
        4. Honoré, Abt von Valsery
        5. Maximilien, genannt le Marquis d’Espagny; ⚭ Renée de La Roche-Cousin, Tochter von Jean, Seigneur de La Roche-Cousin
          1. Charles, Abbé
          2. Jacques († 19 Jahre alt in den Cevennen)
          3. Renée († ledig)
          4. Françoise Joséphine (* 1658; † 8. November 1739 Chaillot); ⚭ 8. November 1682 Charles d’Ailly, Baron d’Aneri, Marquis d’Annebaut, Comte de Pont-Audemer et Potautou, Vicomte de Verneuil (* um 1640; † um 1720), Sohn von Charles III. d’Ailly und Renée de Vieuxpont, Witwer von Marie Thérèse de Châtel de Saint-Aignan
          5. Tochter geistlich in Royallieu
          6. Marguerite Henriette († vor 5. September 1730), Dame d‘Espagny; ⚭ 1721 César Alexandre Gouffier, Comte de Gouffier, Marquis d’Espagny (* 1696; † 19. Februar 1754), Sohn von Jean Alexandre Gouffier, Seigneur de Brazeux, und Marie Marguerite de Briest-d’Aillées
            1. Kind

        6. Henri († 1657 ledig), Seigneur de Catheux, Brigadier
        7. Augustin, Seigneur de Rosamel, Kommandeur des Lazarus-Ordens
        8. Anne († geistlich in Saint-Paul)
        9. Françoise Marie, geistlich in Saint-Paul
        10. Marie Françoise; ⚭ Jean de Montéjean, Seigneur et Marquis de Deniécourt, Sohn von Philibert René de Montéjean und Reine d’Hervilly
        11. Charlotte Claire, geistlich
        12. Gabrielle († jung)

    13. Anne (* 6. August 1565; † 1591); ⚭ 22. Januar 1591 Nicolas d’Amerval, Seigneur de Liancourt, Baron de Benais, Seigneur de Falvy, heiratete in zweiter Ehe am 12. Juni 1592 Gabrielle d’Estrées

  4. (2) François († 1548 in England), Malteserordensritter, 15. Oktober 1546 Bischof von Béziers, resigniert 5. Dezember 1547, außerordentlicher Botschafter in England